# Anay Tejeda
Anay Tejeda (Cuba, 3 de abril de 1983) es una atleta cubana especializada en la prueba de 60 m vallas, en la que consiguió ser medallista de bronce mundial en pista cubierta en 2008.

## Carrera deportiva
En el Campeonato Mundial de Atletismo en Pista Cubierta de 2008 ganó la medalla de bronce en los 60 m vallas, llegando a meta en un tiempo de 7.98 segundos, tras las estadounidenses Lolo Jones (oro con 7.80 segundos) y Candice Davis (plata con 7.93 segundos).